# Dale D. Myers
Pour les articles homonymes, voir Dale Myers.
Dale Dehaven Myers  (8 janvier 1922 – 19 mai 2015) est un ingénieur aéronautique américain qui a été administrateur adjoint de la NASA du 6 octobre 1986 au 13 mai 1989. Il est né à Kansas City, dans le Missouri, et a obtenu en 1943 un baccalauréat universitaire en ingénierie spatiale de l'université de Washington à Seattle.
Il a perdu son œil gauche lors d'un accident de voiture. 